# Verbrüderungs-Marsch
Verbrüderungs-Marsch, op. 287, är en marsch av Johann Strauss den yngre. Den spelades första gången den 11 april 1864 i Königlichen Schauspielhaus i Berlin.

## Historia
Det Dansk-tyska kriget bröt ut i februari 1864 och även Österrike drogs in i konflikten. Johann Strauss komponerade tre verk i samband med händelserna: kadriljen Saison-Quadrille (op. 283), samt marscherna Deutscher Krieger-Marsch (op. 284) och Verbrüderungs-Marsch. Preussen och Österrike undertecknade ett "broderskapsavtal" den 16 januari 1864. Strauss uppmärksammade detta genom att tillägna sin marsch kung Wilhelm I av Preussen (kejsar Vilhelm I av Tyskland från 1871). På sin väg till Ryssland (för den årliga konsertturnén) stannade Strauss till i Berlin för att överlämna marschen vid en välgörenhetskonsert i Königlichen Schauspielhaus den 11 april. Som tack överlämnade kungen en preussisk orden till Strauss.

## Om marschen
Speltiden är ca 2 minuter och 58 sekunder plus minus några sekunder beroende på dirigentens musikaliska tolkning.

## Weblänkar
- Verbrüderungs-Marsch i Naxos-utgåvan.